# Lago Elliðavatn
Elliðavatn ou Ellidavatn (transliterado para português) é um lago na Islândia, situado na área de Reykjavík.
Não muito longe, situa-se o conhecido parque natural de Heiðmörk com os seus trilhos de caminhada e ciclismo, pequenas florestas e formações lávicas.
Pode ser encontrado utilizando a Hringvegur (estrada no. 1) em Hellisheiði na direcção da cidade capital.

## Ver Também
- Lagos da Islândia